# Кондратьєва Марина Юріївна
Кондратьєва Марина Юріївна (нар. 25 грудня 1977, Київ, УРСР) — український режисер-документаліст, сценарист, актриса.

## З життєпису
Закінчила Київський державний інститут театрального мистецтва ім. І. Карпенка-Карого (2000, майстерня О. Коваля).
Поставила стрічки:
- «Вікно» (1995)
- «Риба. Мадейра» (1996)
- «Сьогодні» (1997, авт. сценар.)
- «Обличчя» (1997, авт. сценар.)
- «І...» (1999, авт. сценар.)
- «Сто років у пошуках самотності» (2000, авт. сценар.)
- «Ательє 1» (2006, док. фільм, реж., авт. сценар.)
- «Одного разу я прокинусь…» (2009, авт. сценар.; дебют в художньому кіно)
- «Ательє» (2012, док. фільм, авт. сценар.) та ін.

Член Національної спілки кінематографістів України.